# Гусино (озеро, Себежский район)
Гусино — озеро в Красной волости Себежского района Псковской области. По восточному берегу проходит граница с Пустошкинским районом.
Площадь — 2,7 км² (268,0 га, с 2 островами — 269,6 га). Максимальная глубина — 3,9 м, средняя глубина — 2,1 м.
Проточное. Относится к бассейнам реки-притоков: Гусеница, Язница, Уща, Дрисса и Западная Двина.
Тип озера лещово-плотвичный. Массовые виды рыб: лещ, плотва, окунь, густера, щука, ерш, красноперка, линь, карась, язь, вьюн, щиповка; раки (единично).
Для озера характерны: отлогие и низкие берега, лес, болото, луг, в литорали — ил, заиленный песок, в центре — ил. Есть сплавины, коряги.
На восточном берегу озера расположена деревня Гусино Гультяевской волости Пустошкинского района.